# متحف سكك حديدية كهربائية (بيرايوس)

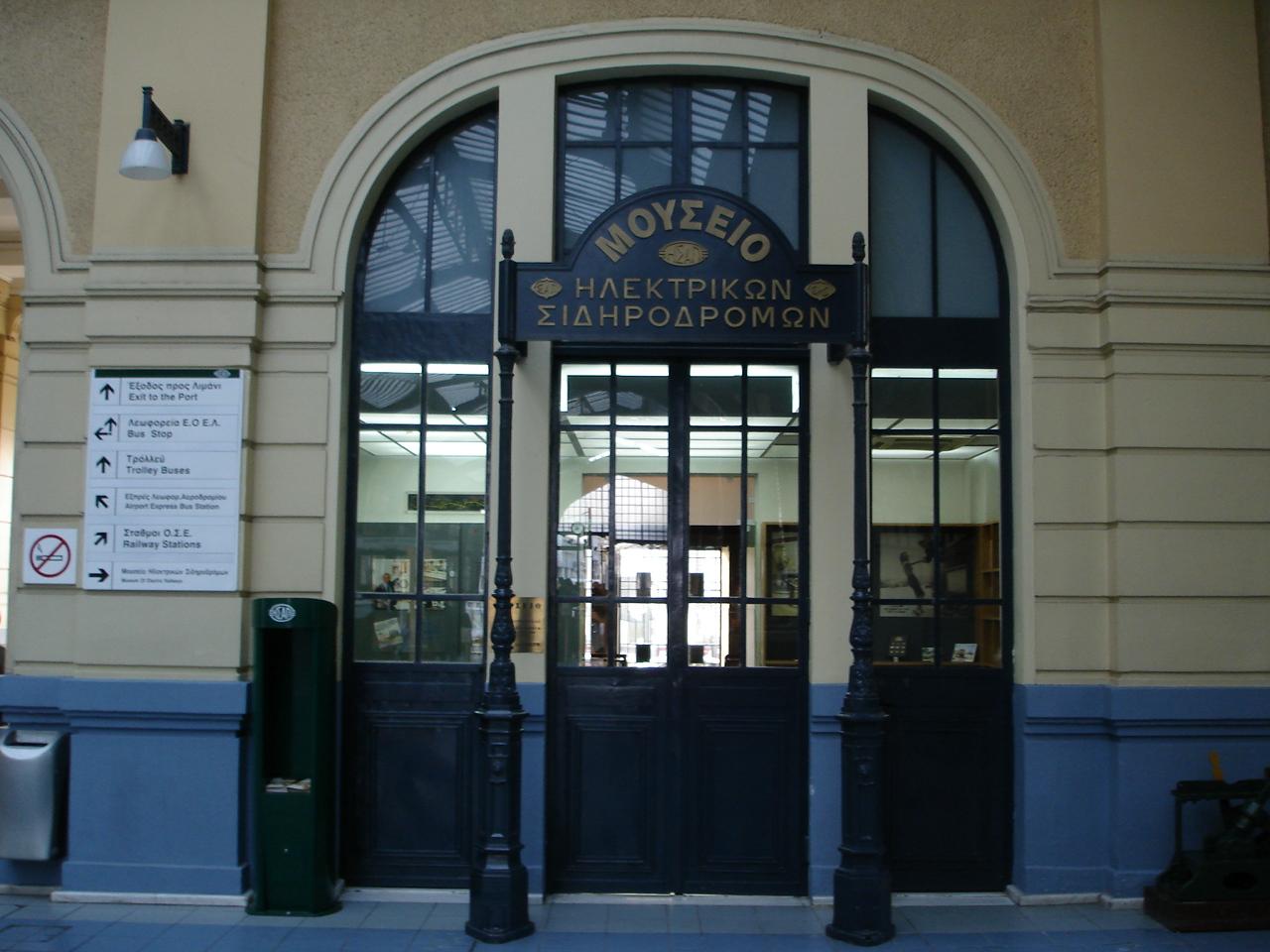
واجهة المتحف الأمامية.

متحف السكك الحديدية الكهربائية في بيرايوس (باليونانية: Μουσείο Ηλεκτρικών Σιδηροδρόμων أو Μουσείο ΗΣΑΠ) هو متحف للسكك الحديدية في مدينة بيرايوس اليونانية، أُسس المتحف في عام 2005 في مساحة مكتب البريد السابق في محطة السكك الحديدية في بيرايوس. يعرض المتحف مجموعة من العناصر صغيرة الحجم، والصور، والوثائق المتعلقة بتاريخ السكك الحديدية الخاص بأثينا وبيرايوس للسكك الحديدية. يملك المتحف أيضًا قُرابة 2000 غرض صغير ومتوسط الحجم ويملك كذلك 3000 من الكتب والنشرات وغيرها من الوثائق، المُخزّنة في المتحف للآن. يفتح المتحف أبوابه من الاثنين إلى السبت من التاسعة والنصف صباحًا وحتى الثانية ظهرًا. ويسمح بالتصوير

## اطّلع أيضًا على
- متحف السكك الحديدية في أثينا